# Dangerous Twins
Dangerous Twins es una película nigeriana de 2004 escrita, producida y dirigida por Tade Ogidan. Está protagonizada por Bimbo Akintola, Ramsey Nouah y Stella Damasus. La película de 135 minutos y en tres partes, ganó el Premio de la Academia del Cine de África en la categoría mejores efectos especiales.
Ramsey Nouah dio vida a dos personajes en la película, los gemelos Taiye y Kenny.

## Sinopsis
Kehinde vive junto a su esposa y sus tres hijos en Lagos. Su hermano Taiye reside en Londres. Kehinde y Taiye son gemelos idénticos. La agonía de un matrimonio sin hijos, después de varios años, frustra a Taiye, quien convence a su hermano de intercambiar lugares para embarazar a su esposa. Sin embargo, surgen más problemas.

## Elenco
- Ramsey Nouah
- Stella Damasus-Aboderin
- Bimbo Akintola
- Sola Asedeko
- Nobert Young
- Sola Sobowale
- Anna Fiertag

## Producción
Fue producida en Nigeria por OGD Pictures Production, pero filmada en un contexto extranjero en distintos escenarios de Nigeria, Londres, Francia, Suiza, Países Bajos, Bélgica y Estados Unidos.